# Тубић
Тубић је презиме. Познати људи са овим презименом су:
- Душан Тубић (1957), политичар
- Хазел Тубић (1990), играчица рагбија Новог Зеланда
- Милош Тубић (1975), политичар
- Немања Тубић (1984), фудбалер
- Синиша Тубић (1960), боб спортиста